# Dragant

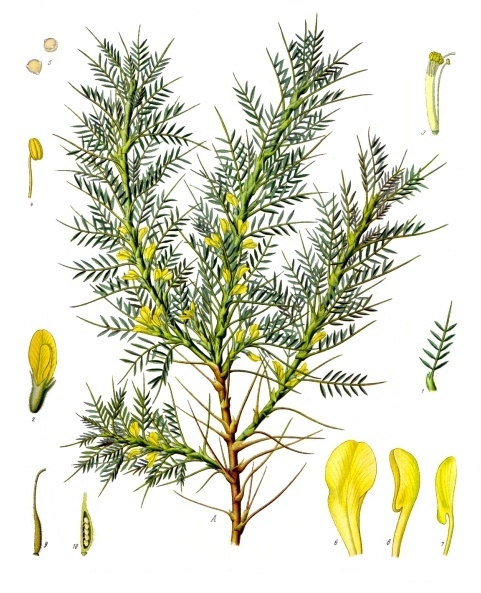
Astragalus brachycalyx är en av de växter som ger dragant.

Dragant eller tragant är ett gummiliknande ämne, som man får från den torkade saven av vissa asiatiska ärtväxter i släktet Astragalus och då särskilt arterna A. gummifer, A. microcephalus, A. adscendens och A. pycnocladus. En stor del av draganten kommer från Turkiet, Syrien och Iran.
Under tiden juli-augusti skördas saven, som dels består av det normalt utsöndrade ämnet, dels från skåror som gjorts i grenarna och buskarnas rötter strax under jordytan. Dragant är en viskös, luktlös, smaklös, färglös och delvis vattenlöslig blandning av polysackarider.
Dragant sväller i kallt vatten och vid kokning i vatten uppstår ett tjockt slem, som efter avsvalning får en gelatinartad konsistens. Ämnet har fått användning inom textilindustrin och i konditorier samt inom farmacin som emulgeringsmedel och bindemedel i medicindragéer. Det används också som bindemedel i pastellkritor. Dragant har E-nr E413.
Afrikansk och indisk dragant (mer känd som sterculiagummi eller karayagummi; stabiliseringsmedel E416) fås från arter av släktet Sterculia (t.ex. S. urens).